# Francesca Thyssen-Bornemisza
Francesca Thyssen-Bornemisza (nascida Francesca Anne Dolores Freiin Thyssen-Bornemisza de Kászon et Impérfalva) (Lausana, 7 de junho de 1958) é uma colecionadora de arte e antiga esposa de Carlos de Habsburgo-Lorena, o atual chefe da Casa de Habsburgo-Lorena.

## Biografia
Francesca era a filha do Barão Hans Heinrich Thyssen-Bornemisza e sua terceira esposa, modelo de moda Fiona Frances Elaine Campbell-Walter. Ela foi educado em Le Rosey na Suíça e com a idade de dezoito anos participaram no Saint Martin's School of Art mas saiu depois de dois anos. Depois de deixar a faculdade, ela trabalhou como atriz, cantora e modelo. Seu estilo de vida festas em Londres na década de 1980, ela ganhou a sua reputação como uma It girl. Para os dez anos depois que ela deixou a faculdade de Saint Martin viveu na Inglaterra, Nova Iorque e Los Angeles antes de passar para Lugano para se tornar curadora para a coleção de arte de seu pai.
Durante a guerra na Croácia Francesca visitou o país para ajudar a proteger o património e obras de arte da Croácia e para ajudar a restaurar igrejas e pinturas danificadas durante os combates.

## Vida pessoal
Francesca casou-se com o herdeiro da dinastia de Habsburgo, o arquiduque Carlos, filho do Dr. Otto von Habsburg, em Mariazell em 31 de janeiro de 1993. Eles têm três filhos.
- Eleonore Jelena Maria del Pilar Iona (nascida a 28 de fevereiro de 1994)
- Ferdinand Zvonimir Maria Balthus Keith Michal Otto Antal Bahnam Leonhard (nascido a 21 de junho de 1997)
- Gloria Maria Bogdana Paloma Regina Fiona Gabriela (nascida a 15 de outubro de 1999)

Francesca e Carlos separaram-se em 2003 e divorciaram-se em 2017.
Considerando-se esta separação, a irmã de Karl, arquiduquesa Gabriella assume, desde da morte de sua mãe Regina em 2010, o posto de Grande Mestre da Ordem da Cruz Estrelada que Francesca normalmente teria assumido o contrário.

## Honras

### Honra dinástica nacional
- Casa de Habsburgo: Dama da Ordem da Cruz Estrelada[7][8]

### Honra nacional
- Áustria: Comendador da Ordem de Honra por serviços prestados à República da Áustria, Ouro[9][10]